# Riegsee (gmina)
Riegsee – miejscowość i gmina w Niemczech, w kraju związkowym Bawaria, w rejencji Górna Bawaria, w regionie Oberland, w powiecie Garmisch-Partenkirchen, wchodzi w skład wspólnoty administracyjnej Seehausen am Staffelsee. Leży około 15 km na północny wschód od Garmisch-Partenkirchen, nad jeziorem Rieg.

## Dzielnice
- Aidling
- Riegsee
- Hagen

## Demografia
| Rok  | Liczba mieszk. |
| ---- | -------------- |
| 1970 | 794            |
| 1987 | 1 000          |
| 2000 | 1 147          |
| 2005 | 1 145          |

### Struktura wiekowa
Dane o ludności z 31 grudnia 2008:
| Opis                                | Ogółem | Ogółem | Kobiety | Kobiety | Mężczyźni | Mężczyźni |
| ----------------------------------- | ------ | ------ | ------- | ------- | --------- | --------- |
| Jednostka                           | osób   | %      | osób    | %       | osób      | %         |
| Populacja                           | 1168   | 100    | 586     | 50,17   | 582       | 49,83     |
| Wiek przedprodukcyjny (0–17 lat)    | 212    | 18,15  | 102     | 8,73    | 110       | 9,42      |
| Wiek produkcyjny (18–65 lat)        | 700    | 59,93  | 347     | 29,71   | 353       | 30,22     |
| Wiek poprodukcyjny (powyżej 65 lat) | 256    | 21,92  | 137     | 11,73   | 119       | 10,19     |

## Polityka
Wójtem gminy jest Franz Höcker z WG, rada gminy składa się z 12 osób.
|      | WG | DGA | WGH | Razem |
| 2008 | 5  | 5   | 2   | 12    |
| 2002 | 4  | 5   | 3   | 12    |

## Oświata
W gminie znajduje się przedszkole (24 dzieci w 2007).